# Izard County
Das Izard County ist ein County im US-Bundesstaat Arkansas. Der Verwaltungssitz (County Seat) ist Melbourne. Das County gehört zu den Dry Countys, was bedeutet, dass der Verkauf von Alkohol eingeschränkt oder verboten ist.

## Geographie
Das County liegt Norden von Arkansas, ist im Norden etwa 40 km von Missouri entfernt und hat eine Fläche von 1513 Quadratkilometern, wovon neun Quadratkilometer Wasserfläche sind. Es grenzt an folgende Countys:
| Baxter County | Fulton County |                     |
|               |               | Sharp County        |
| Stone County  |               | Independence County |

## Geschichte
Das Izard County wurde am 27. Oktober 1825 aus Teilen des Independence County als 13. County gebildet. Benannt wurde es nach George Izard (1776–1828), dem zweiten Gouverneur des Arkansas - Territoriums (1825–1828).

## Demografische Daten
Nach der Volkszählung im Jahr 2010 lebten im Izard County 13.696 Menschen in 5715 Haushalten. Die Bevölkerungsdichte betrug 9,1 Einwohner pro Quadratkilometer.
Ethnisch betrachtet setzte sich die Bevölkerung zusammen aus 95,8 Prozent Weißen, 1,3 Prozent Afroamerikanern, 0,8 Prozent amerikanischen Ureinwohnern, 0,3 Prozent Asiaten sowie aus anderen ethnischen Gruppen; 1,3 Prozent stammten von zwei oder mehr Ethnien ab. Unabhängig von der ethnischen Zugehörigkeit waren 1,5 Prozent der Bevölkerung spanischer oder lateinamerikanischer Abstammung.
In den 5715 Haushalten lebten statistisch je 2,17 Personen.
20,0 Prozent der Bevölkerung waren unter 18 Jahre alt, 58,4 Prozent waren zwischen 18 und 64 und 21,6 Prozent waren 65 Jahre oder älter. 48,7 Prozent der Bevölkerung war weiblich.
Das jährliche Durchschnittseinkommen eines Haushalts lag bei 30.143 USD. Das Prokopfeinkommen betrug 17.609 USD. 24,2 Prozent der Einwohner lebten unterhalb der Armutsgrenze.

## Kultur und Sehenswürdigkeiten

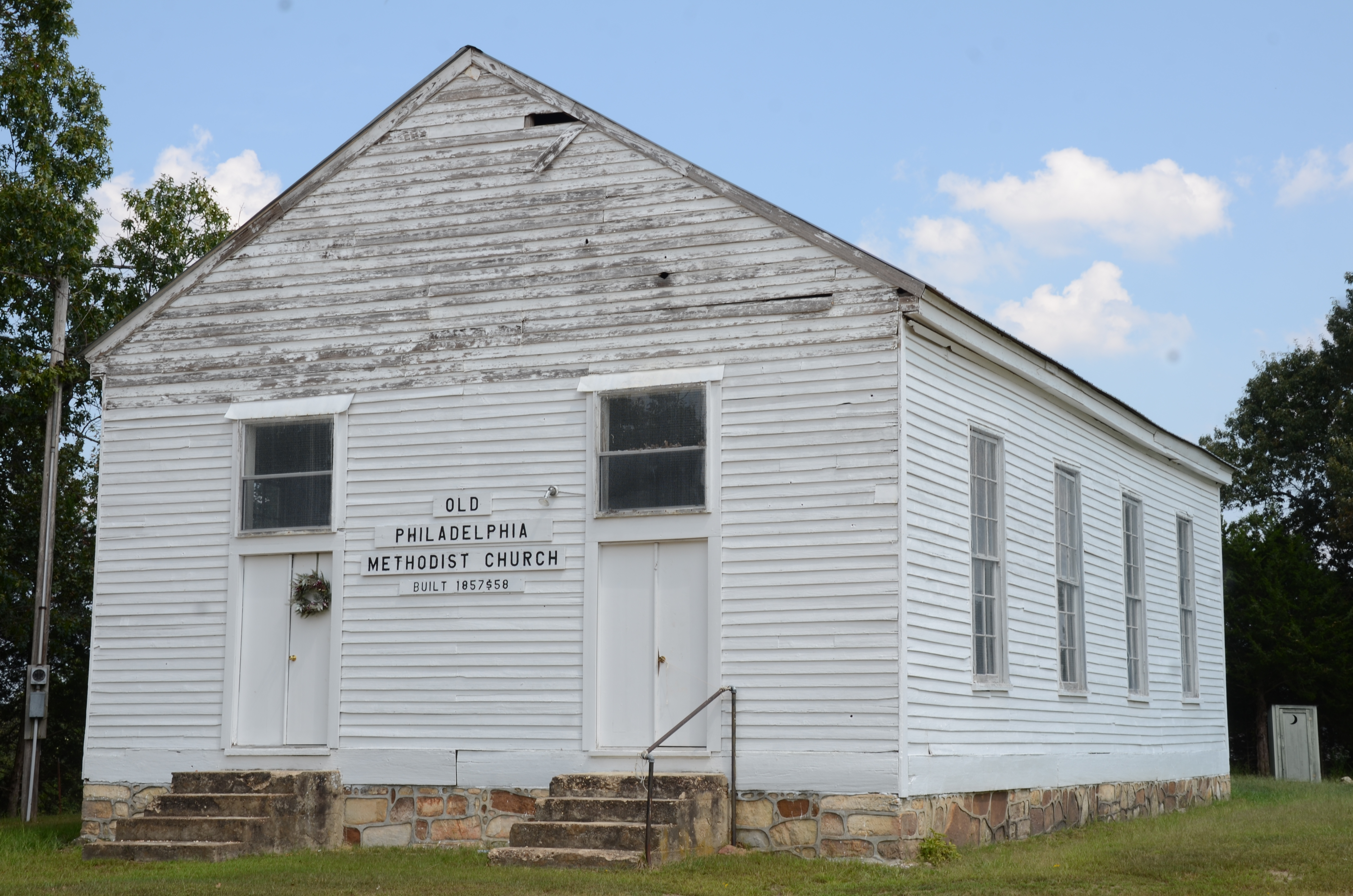
Philadelphia Methodist Church (2015). Diese Kirche geht auf das Jahr 1858 zurück und gilt als ältestes Gotteshaus im County. Sie ist seit September 1976 im National Register of Historic Places eingetragen.

17 Bauwerke, Stätten und historische Bezirke (Historic Districts) des Countys sind im National Register of Historic Places („Nationales Verzeichnis historischer Orte“; NRHP) eingetragen (Stand 14. März 2022), darunter das Gerichtsgebäude des County, der Calico Rock Historic District sowie mehrere Friedhöfe und Kirchen.

## Orte im Izard County
| Citys - Calico Rock - Horseshoe Bend1 - Melbourne - Oxford | Towns - Franklin - Guion - Mount Pleasant - Pineville |

Unincorporated Communitys
| - Brockwell - Dolph - Lunenburg - Sage | - Violet Hill - Wideman - Wiseman |

1 – teilweise im Fulton und im Sharp County

weitere Orte
- Band Mill
- Belview
- Boswell
- Creswell
- Crocker
- Crossroads
- Day
- Forty Four
- Gid
- Gorby
- Iuka
- Jumbo
- Knob Creek
- LaCrosse
- Lafferty
- Larkin
- Lone Star
- Mount Olive
- Myersville
- Myron
- Nasco
- Needmore
- Newburg
- Pleasant Valley
- Stella
- Sylamore
- Twin Creek
- Wolquarry
- Zion

Townships
- Athens Township
- Baker Township
- Barren Fork Township
- Big Spring Township
- Bryan Township
- Claiborne Township
- Drytown Township
- Franklin Township
- Gid Township
- Guion Township
- Guthrie Township
- Jefferson Township
- Lacrosse Township
- Lafferty Township
- Lunenburg Township
- Mill Creek Township
- Mount Olive Township
- New Hope Township
- Newburg Township
- Oxford Township
- Pleasant Hill Township
- Sage Township
- Strawberry Township
- Union Township
- Violet Hill Township
- White River Township